# Ribeira (Bóveda)
Ribeira (en gallego y oficialmente, A Ribeira) es un lugar del municipio de Bóveda, en la provincia de Lugo, España. Pertenece a la parroquia de Teilán.
Se encuentra a 399 metros de altitud, junto al riego de Penacova y al lado de la carretera LU-611 que une Rubián con Taboada. En 2022 tenía una población de 69 habitantes, 31 hombres y 38 mujeres, siendo el lugar más poblado de la parroquia de Teilán.